# Грили (Колорадо)
Грили (енгл. Greeley) град је у америчкој савезној држави Колорадо.

## Демографија
По попису из 2010. године број становника је 92.889, што је 15.959 (20,7%) становника више него 2000. године.
| Група             | 2000.          | 2010.          |
| Белци             | 51.404 (66,8%) | 55.090 (59,3%) |
| Афроамериканци    | 672 (0,9%)     | 1.543 (1,7%)   |
| Азијати           | 885 (1,2%)     | 1.245 (1,3%)   |
| Хиспаноамериканци | 22.683 (29,5%) | 33.440 (36,0%) |
| Укупно            | 76.930         | 92.889         |